# Gervasio Deferr
Gervasio Deferr Angel (né le 7 novembre 1980 à Premià de Mar, Barcelone) est un gymnaste espagnol. Il est double champion olympique à Sydney 2000 et Athènes 2004 au saut de cheval et vice-champion à Pékin 2008 au sol. Il est l'un des gymnastes espagnols les plus médaillés, car en plus de ses médailles olympiques, il a aussi gagné l'argent au sol aux championnats du monde en 1999 à Tianjin, l'argent au sol à Stuttgart en 2007 et l'argent au sol au championnat d'Europe à Brême 2000. Il est le 3e plus jeune champion olympique espagnol grâce à sa médaille olympique à Sydney 2000. Entre autres distinctions, il a reçu la médaille d'or de l'Ordre royal du mérite sportif, l'Ordre olympique du Comité olympique espagnol et le prix Don Felipe de Borbón du meilleur athlète espagnol aux National Sports Awards ; tous en 2001. De plus, en 2011, il a reçu la Grand-Croix de l'Ordre royal du mérite sportif.

## Biographie
Gervasio Deferr commence la gymnastique à l'âge de 5 ans. Alors qu'il suivait à la télévision les Jeux olympiques de Barcelone en 1992, il a vu le gymnaste Vitali Shcherbo remporter six médailles et a décidé de pratiquer la gymnastique artistique pour atteindre les mêmes objectifs à l'avenir. Quatre ans plus tard, il a remporté la médaille d'or au sol dans la catégorie junior aux Championnats d'Europe de 1998.
À partir de 1995, à l'âge de quinze ans, il fait partie de l'équipe nationale junior. En 1997, coïncidant avec son déménagement à Madrid, il est appelé pour la première fois par l'équipe senior, terminant 7e au sol au Championnat du monde à Lausanne. Au début de 1998, il a subi sa première blessure grave, une fracture de la malléole interne de sa cheville droite. Cette même année, il remporte l'or au sol aux Championnats d'Europe juniors à Saint-Pétersbourg (Russie), où il termine également 4e aux anneaux, 5e au saut et 6e aux barres parallèles. En 1999, il est médaillé d'argent au sol à la Samboo Finance Cup, à Pusan (Corée du Sud), appartenant à la Coupe du monde. Cette même année, aux Championnats du monde de Tianjin, il remporte la médaille d'argent au sol, la 9e au saut et la 10e place par équipe. Lors de l'épreuve de la Coupe du monde à Glasgow en 1999, il a remporté l'argent au sol et l'or au saut, et à Zurich, l'argent au sol. Cette même année, il a également remporté le bronze au sol et l'or au saut à la Coupe du monde de Stuttgart.
En 2000, il a été médaillé d'argent au sol aux Championnats d'Europe de Brême, ainsi que 4e au saut. Il a également remporté l'or en saut d'obstacles à la Coupe du monde de Montreux et le bronze en saut d'obstacles à Cottbus. Il a également terminé 3e au saut et au sol à la Coupe DTB de Stuttgart, bien que cette année, il n'ait pas été inclus dans le calendrier de la Coupe du monde mais uniquement dans le Grand Prix. Le 25 septembre, il devient champion olympique de saut aux Jeux Olympiques de 2000 à Sydney, avec un score de 9 712 points (9 800 au premier saut et 9 625 au second). Il n'a pas réussi à se qualifier pour la finale au sol des Jeux et a terminé 11e dans la catégorie par équipe. À Sydney, l'équipe était composée de Gervasio, Alejandro Barrenechea, Víctor Cano, Saúl Cofiño, Omar Cortés et Andreu Vivó. En décembre de la même année, il a remporté l'or au sol et l'argent au saut lors de la finale de la Coupe du monde à Glasgow.
En 2001, il est médaillé d'or au sol aux Internationaux de Paris (test Coupe du monde)6 et subit une intervention chirurgicale pour réparer ses déchirures aux tendons du biceps, ratant la Coupe du monde. En mars 2003, la Fédération royale espagnole de gymnastique (RFEG) l'a sanctionné pour avoir été testé positif au cannabis le 12 octobre 2002 lors d'un contrôle du championnat d'Espagne, organisé à Vitoria. La sanction consistait en la suspension de Deferr pendant trois mois, entre le 7 janvier et le 7 avril 2003. De ce fait, en juillet 2003, la FIG a dépossédé des résultats obtenus entre le 19 octobre 2002, date du premier positif, et le 19 janvier 2003, parmi lesquels la médaille d'or dans la catégorie sol réalisée au Mondial Coupe à Paris, ainsi que la médaille d'argent qu'il a remportée au sol aux Championnats du monde à Debrecen en novembre 2002. 8
Courant 2003, des maux de dos compliquent son entraînement. Aux Jeux olympiques d'Athènes en 2004, il est à nouveau proclamé champion olympique du saut avec un score de 9 737 points (9 687 au premier saut et 9 787 au second). Dans la finale au sol, il a terminé 4e et a terminé en 10e position par les équipes. À Athènes, l'équipe espagnole était composée de Gervasio, Alejandro Barrenechea, Víctor Cano, Jesús Carballo, Oriol Combarros et Rafael Martínez. En raison de ses deux médailles d'or olympiques, il a les logos des deux Jeux tatoués sur ses chevilles.
En janvier 2011, à l'âge de 30 ans, il annonce sa retraite de la compétition.

## Palmarès

### Jeux olympiques
- Sydney 2000
  -  médaille d'or au saut de cheval
- Athènes 2004
  -  médaille d'or au saut de cheval
- Pékin 2008
  -  médaille d'argent au sol

### Championnats du monde
- Tianjin 1999
  -  médaille d'argent au sol
- Debrecen 2002
  -  médaille d'argent au sol[1]
- Aarhus 2006
  - 4e au sol
- Stuttgart 2007
  -  médaille d'argent au sol

### Championnats d'Europe
- Brême 2000
  -  médaille d'argent au sol